# Foldereid
Foldereid est un village de la municipalité de Nærøysund, dans le comté de Trøndelag, en Norvège. Le village est situé près de la partie intérieure du fjord de Folda, l’Innerfolda, à seulement 1,5 kilomètre au sud de la frontière avec le comté de Nordland. Les routes de comté 770 et 17 traversent le village. Le pont de Folda (sur le Foldafjord) se trouve juste à l’est du village. L’église de Foldereid est située dans le village.
Le village était le centre administratif de l’ancienne municipalité de Foldereid, qui existait de 1886 à 1964.